# Dagmar Möller

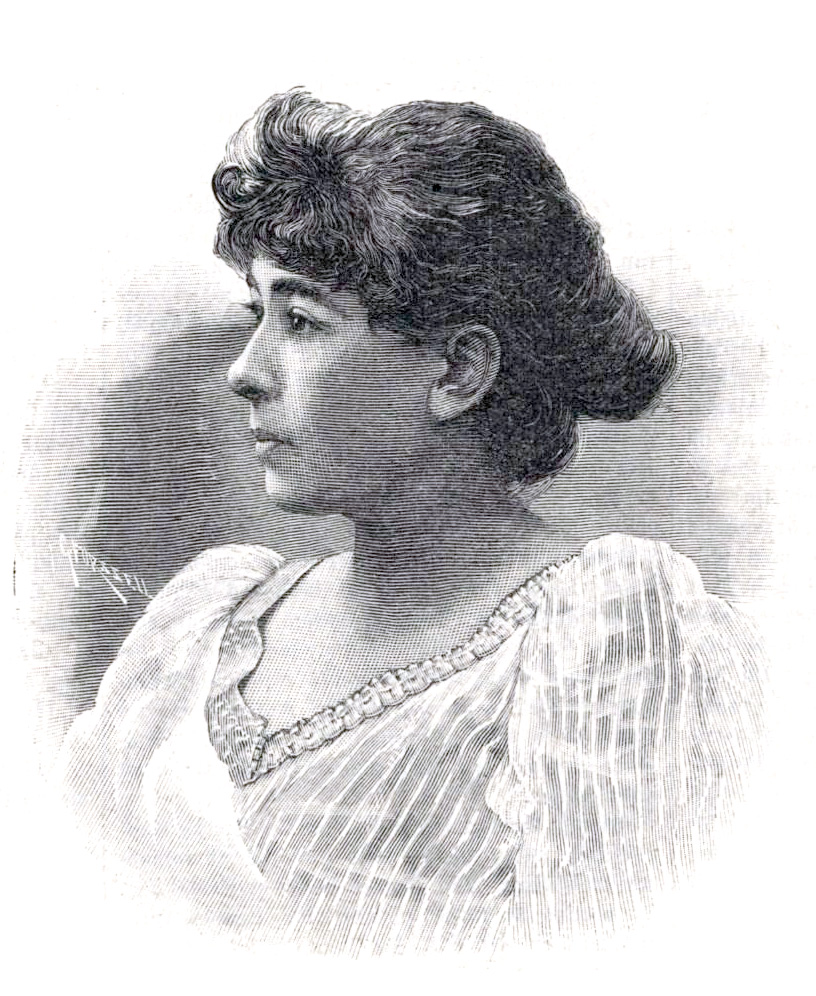
Dagmar Sterky. Xylografi i Idun 1893, nr 2.

Dagmar Henriette Möller, född Bosse, den 19 december 1866 i Kristiania, Norge, död 13 januari 1956 i Kungsholms församling, Stockholms stad, var en svensk sångare (sopran) och sångpedagog.

## Biografi
Möller studerade vid Stockholms musikkonservatorium 1882–1887 och var anställd vid Kungliga Teatern 1887–1894. Hon var lärare i sång vid musikkonservatoriet 1900–1926 och vid Operaskolan 1903–1913 samt i scenisk framställning 1900–1913.
Hon studerade för Désirée Artôt i Paris och debuterade på Kungliga Teatern 1887. Hon hade stor framgång i komiska roller i Stockholm och i Oslo 1891–1893. Hon hade stor betydelse för spridandet av nordisk romanssång och sjöng gärna verk av Grieg. Denne tillägnade henne sina Haugtussa-sånger. Hon hade även sånger av Emil Sjögren, Wilhelm Stenhammar och Peterson-Berger på repertoaren.
Möller invaldes som ledamot 507 av Kungliga Musikaliska Akademien den 26 mars 1903 och tilldelades Litteris et Artibus 1911.
Hon gifte sig 1888 med musikern Adolf Sterky. Hon gifte om sig 1896 med arkitekten och generaldirektör Carl Möller. Hon var syster till Alma Fahlstrøm och Harriet Bosse.